# 伊爾切斯特 (馬里蘭州)
伊爾切斯特（英語：Ilchester）是位於美國馬里蘭州霍華德縣的一個普查規定居民點。

## 人口
根據2020年美國人口普查的數據，伊爾切斯特的面積為28.02平方千米，當中陸地面積為27.86平方千米，而水域面積為0.16平方千米。當地共有人口26824人，而人口密度為每平方千米957.32人。